# Eike Wilm Schulte
Eike Wilm Schulte  (* 13. Oktober 1939 in Plettenberg, Westfalen) ist ein deutscher Opernsänger in der Stimmlage Bariton.

## Leben und künstlerisches Wirken
Schulte studierte an der Musikhochschule Köln Gesang, unter anderem bei dem bekannten Opernsänger und Gesangslehrer Josef Metternich.
Sein Debüt als Opernsänger erfolgte 1966 an der Deutschen Oper am Rhein Düsseldorf-Duisburg als Sid in der Oper Albert Herring von Benjamin Britten. 1969 wechselte Schulte an das Stadttheater Bielefeld, wo er bis 1973 Ensemblemitglied war. In dieser Zeit erarbeitete sich Schulte zahlreiche große Opernpartien im Fach des lyrischen Baritons bis zum Charakterbariton. In Bielefeld sang er beispielsweise Papageno in Die Zauberflöte, Germont-père in La Traviata und Alfred Ill in Der Besuch der alten Dame von Gottfried von Einem mit Martha Mödl als Partnerin.
Von 1973 bis 1988 war Schulte festes Ensemblemitglied am Hessischen Staatstheater Wiesbaden. 1988 wurde er Ensemblemitglied der Bayerischen Staatsoper.
Schulte hatte umfangreiche Gastverträge im In- und Ausland. Er gastierte an der Münchner Staatsoper und an der Hamburger Staatsoper, am Staatstheater Hannover, am Staatstheater Darmstadt, am Staatstheater Karlsruhe und am Staatstheater Braunschweig.
Auslandsgastspiele führten ihn an die Metropolitan Opera in New York, an das Teatro La Fenice in Venedig, an das Gran Teatre del Liceu in Barcelona, an die Opernhäuser von Rom und Monte Carlo. In der Saison 2002/03 sang er an der Mailänder Scala in der Wiederaufnahme von Werner Herzogs Fidelio-Inszenierung die Partie des Don Pizarro unter der musikalischen Leitung von Riccardo Muti.
Mehrere Jahre sang Schulte bei den Bayreuther Festspielen. Von 1988 bis 1991 und 1993 sang er dort den Heerrufer in Lohengrin und 1992, 1993 und 1995 den Wolfram von Eschenbach in Tannhäuser. 1998 übernahm er dort auch den Gunther in der Götterdämmerung.
Außerdem ist er ein bedeutender Konzertsänger und gesuchter Gesangslehrer.
Eike Wilm Schulte ist Ehrenmitglied des Hessischen Staatstheaters. Im Jahre 2008 wurde ihm
vom Hessischen Ministerium für Wissenschaft und Kunst als Anerkennung und Würdigung für seine langjährige, verdienstvolle künstlerische Tätigkeit die Goethe-Plakette verliehen. Diese ist die höchste Auszeichnung des Landes Hessen.

## Repertoire
Schulte sang zu Beginn seiner Karriere vor allem das lyrische Bariton-Fach in den Opern von Wolfgang Amadeus Mozart  (Papageno, Guglielmo) und Richard Wagner (Wolfram, Heerrufer) sowie das lyrische italienische Opern-Fach. In späteren Jahren kamen große Charakterpartien wie Musiklehrer in Ariadne auf Naxos, Peter in Hänsel und Gretel, Beckmesser in Die Meistersinger von Nürnberg und Klingsor in Parsifal hinzu. Schließlich übernahm Eike Wilm Schulte auch die großen Partien für Heldenbariton, wie beispielsweise Friedrich von Telramund in Lohengrin und Kurwenal in Tristan und Isolde.
Schulte galt auch als Spezialist für Werke der Spätromantik und für Komponisten wie Gustav Mahler, Erich Wolfgang Korngold und Franz Schreker. Schulte wirkte auch in mehreren Uraufführungen des Komponisten Volker David Kirchner mit.